# روب رویخ
روب رویخ (هلندی: Rob Ruijgh؛ زادهٔ ۱۲ نوامبر ۱۹۸۶) دوچرخه‌سوار اهل هلند است.
از باشگاه‌هایی که در آن رکاب زده‌است می‌توان به تیم دوچرخه‌سواری رابوبانک دولوپمنت و تیم دوچرخه‌سواری وکانسولیل–دی‌سی‌ام اشاره کرد.